# Your Squaw Is on the Warpath
| Оценки критиков | Оценки критиков |
| Источник        | Оценка          |
| --------------- | --------------- |
| AllMusic        | [ 1 ]           |

Your Squaw Is on the Warpath — 13-й студийный альбом американской кантри-певицы Лоретты Линн, выпущенный 17 февраля 1969 года на лейбле Decca Records. Продюсером был Оуэн Брэдли.

## История
Альбом включает кавер-версии популярных песен в стиле кантри, в том числе «Harper Valley P.T.A.» Джинни С. Райли и «Kaw-Liga» Хэнка Уильямса, а также песню 1968 года «I Walk Alone» Марти Роббинса.
Релиз диска состоялся 17 февраля 1969 года на лейбле Decca Records.
Альбом получил положительные отзывы музыкальных критиков и интернет-изданий.
В обзоре, опубликованном в номере журнала Billboard от 8 марта 1969 года, говорится: «Похоже, что мисс Линн не может ошибаться, когда дело касается уникальных и прекрасных выступлений и больших продаж. Титульная песня этой популярной пластинки заняла верхние строчки в чартах кантри. Среди лучших треков — „You’ve Just Stepped In“, „Kaw-Liga“ и захватывающая баллада Тедди Уилберна „Taking the Place of My Man“».
Журнал Cashbox опубликовал обзор в выпуске от 1 марта 1969 года, в котором говорилось: «Your Squaw Is on the Warpath суждено проложить путь Лоретте прямо к чартам. Этот альбом содержит классическую „Kaw-Liga“, а также современный хит „Harper Valley P.T.A.“».

## Список композиций
| №  | Название                                           | Автор(ы)       | Дата записи     | Длительность |
| -- | -------------------------------------------------- | -------------- | --------------- | ------------ |
| 1. | «Your Squaw Is on the Warpath»                     | Лоретта Линн   | 30 августа 1968 | 2:02         |
| 2. | «Living My Lifetime for You»                       | Glen Johnson   | 9 января 1968   | 2:24         |
| 3. | «Barney»                                           | Frances Rhodes | 30 августа 1968 | 1:50         |
| 4. | «Sneakin' In»                                      | Lynn           | 18 ноября 1968  | 2:25         |
| 5. | «You've Just Stepped In (From Stepping Out on Me)» | Don Trowbridge | 9 мая 1968      | 2:17         |
| 6. | «(This Bottle's) Taking the Place of My Man»       | Teddy Wilburn  | 20 апреля 1967  | 2:41         |

| №  | Название                            | Автор(ы)                | Дата записи    | Длительность |
| -- | ----------------------------------- | ----------------------- | -------------- | ------------ |
| 1. | «Kaw-Liga»                          | Fred Rose Hank Williams | 18 ноября 1968 | 2:45         |
| 2. | «Let Me Go, You're Hurtin' Me»      | Lorene Allen Lynn       | 9 мая 1968     | 2:35         |
| 3. | «Harper Valley PTA»                 | Tom T. Hall             | 19 ноября 1968 | 3:10         |
| 4. | «I Walk Alone»                      | Herbert Wilson          | 19 ноября 1968 | 2:54         |
| 5. | «He's Somewhere Between You and Me» | Lynn Doyle Wilburn      | 19 ноября 1968 | 2:54         |

## Позиции в чартах

### Альбом
| Чарт (1968)                      | Высшая позиция |
| -------------------------------- | -------------- |
| США Hot Country LP’s (Billboard) | 2              |
| США Top LP’s (Billboard)         | 168            |

### Синглы
| Название                                           | Год  | Высшая позиция | Высшая позиция |
| Название                                           | Год  | US Country     | CAN Country    |
| -------------------------------------------------- | ---- | -------------- | -------------- |
| «You've Just Stepped In (From Stepping Out on Me)» | 1968 | 2              | —              |
| «Your Squaw Is on the Warpath»                     | 1968 | 3              | 17             |